# Plectromerus wappesi
Plectromerus wappesi là một loài bọ cánh cứng trong họ Cerambycidae.